# Asanavičiūtė
Asanavičiūtė ist ein litauischer weiblicher Familienname einer ledigen Frau.

## Herkunft
Der Name ist vom litauischen männlichen Familiennamen Asanavičius slawischer Herkunft gebildet.

## Andere weibliche Formen
- Asanavičienė (verheiratet)
- Asanavičė (neutral)

## Namensträger
- Dalia Asanavičiūtė (* 1975),  Politikerin, Mitglied des Seimas
- Loreta Asanavičiūtė (1967–1991), Todesopfer der Demonstrationen für die Freiheit und Unabhängigkeit Litauens